# Caistor
Caistor est un bourg du Lincolnshire (district de West Lindsey) ayant le statut de paroisse civile.  Elle se trouve à la lisière nord-ouest des Wolds du Lincolnshire, le long de la Viking Way (en), à proximité de l'A46 (en) entre Lincoln et Grimsby, et de l'échangeur de l'A46, de l'A1084, de l'A1173 et de la B1225. La population comptait 2 838 habitants en 2021. 

## Toponymie
Comme son nom le suggère, elle a été édifiée à l'emplacement d'un ancien camp romain . Le suffixe anglo-saxon ceaster vient du latin castrum signifiant camp ou ville fortifiée. Le nom de la ville est retranscrit par Castre dans le Domesday Book.

## Monuments
Il ne subsiste que quelques fragments des remparts romains du IVe siècle, par exemple sur le mur sud de l'église Saint-Pierre-et-Paul. L'emprise de l'antique forteresse est désormais classée comme Scheduled Ancient Monument. Cette église Saint-Pierre-et-Paul possède un clocher d'époque saxonne. La place du marché occupe le centre d'un site classé, qui ne compte pas moins de 56 monuments historiques. Par le nombre, Caistor est le site le plus riche en monuments historiques du district d'ouest-Lindsey : il s'agit principalement de maisons de style géorgien ou victorien, telles la Grammar School, fondée en 1633, et Sessions House, édifiée en 1662.
En 2010, les vestiges d'un cimetière romain du IVe siècle ont été déblayés lors de la construction d'une supérette Coop,,.

## Le terrain d'aviation
Aménagé par la RAF en 1940, le terrain d'aviation de Caistor devait servir de piste de secours pour l'aérodrome militaire de Kirton in Lindsey, et aussi de terrain d'entraînement. 
Désaffecté en 1945, il a servi par la suite de base de missiles nucléaires : de 1959 à 1963, Caistor était utilisé par l'escadrille n°269 de la RAF, équipée de trois missiles Thor. Le terrain a depuis été rendu à l'agriculture, et il ne reste pratiquement rien des superstructures militaires,.

## Les hameaux

### Fonaby
Fonaby, juste au nord de Caistor, était encore un village au Moyen Âge : il est cité comme propriété de Guillaume le Conquérant dans le Domesday Book, avec 18 foyers et trois acres de prairie,.

### Audleby
Audleby est un hameau au nord de Fonaby. Le Domesday Book atteste qu'il comptait vers l'an mil 33 foyers. Audleby House sur Brigg Road est un monument historique de niveau II

## Jumelage
- France : Savigné-l'Évêque